# Президентские выборы в Гвинее-Бисау (2012)
Досрочные президентские выборы в Гвинее-Бисау проходили 18 марта 2012 года после смерти 9 января 2012 года президента страны Малама Бакайя Саньи. Во 2-й тур вышли кандидат от правящей партии ПАИГК Карлуш Жуниор Гомеш и оппозиционный кандидат от Партии за социальное обновление Кумба Яла. Второй тур был назначен на 29 апреля 2012 года после переноса на одну неделю позже председателем ЦИКа. Однако 12 апреля в стране произошёл государственный переворот, оба кандидата были арестованы, а выборы отменены. Глава хунты несмотря на осуждение объявил о планах провести выборы через два года. Выборы были проведены в 2014 году.

## Контекст
После смерти президента Саньи 9 января 2012 года досрочные президентские выборы должны были быть проведены в течение 90 дней согласно Конституции страны.
На тот момент ещё ни один президент Гвинеи-Бисау не закончил свой президентский срок: три президента были свергнуты, Жуан Бернарду Виейра был убит, а Малам Бакай Санья умер незадолго до окончания своего срока.

## Предвыборная кампания
Премьер-министр Карлуш Жуниор Гомеш подал в отставку 10 февраля 2012 года, чтобы участвовать в президентских выборах. Всего 9 кандидатов участвовали в выборах, из которых пятеро также участвовали в предыдущих выборах 2009 года. Их кампании были в основном повтором предыдущих кампаний. Лидерами были Гомеш и глава оппозиционной партии Кумба Яла.
Яла опирался на поддержку этнической группы баланте. Гомеш предлагал реформу армии, с которой у него были натянутые отношения. Кампания 2-го тура должна была начаться 13 апреля и продолжаться до 27 апреля.

## Результаты
| Кандидат                                                                              | Партия                                                                        | 1-й тур | 1-й тур | 2-й тур | 2-й тур |
| Кандидат                                                                              | Партия                                                                        | Голоса  | %       | Голоса  | %       |
| ------------------------------------------------------------------------------------- | ----------------------------------------------------------------------------- | ------- | ------- | ------- | ------- |
| Карлуш Жуниор Гомеш                                                                   | ПАИГК                                                                         | 154 797 | 48,97   |         |         |
| Кумба Яла                                                                             | Партия за социальное обновление                                               | 73 842  | 23,36   |         |         |
| Мануэль Серифу Ньямаджу                                                               | беспартийный                                                                  | 49 767  | 15,74   |         |         |
| Энрике Роза                                                                           | беспартийный                                                                  | 17 070  | 5,40    |         |         |
| Басиру Джа                                                                            | беспартийный                                                                  | 10 298  | 3,26    |         |         |
| Виченте Фернандеш                                                                     | Демократический альянс                                                        | 4 396   | 1,39    |         |         |
| Арегадо Мантенке Те                                                                   | Рабочая партия                                                                | 3 300   | 1,04    |         |         |
| Серифу Балде                                                                          | Гвинейское спасение демократическая социалистическая партия — Партия молодёжи | 1 463   | 0,46    |         |         |
| Луиш Нанкасса                                                                         | беспартийный                                                                  | 1 174   | 0,37    |         |         |
| Недействительные/пустые бюллетени                                                     | Недействительные/пустые бюллетени                                             | 10 292  | -       |         | -       |
| Всего                                                                                 | Всего                                                                         | 326 399 | 100     |         |         |
| Зарегистрированных избирателей/ Явка                                                  | Зарегистрированных избирателей/ Явка                                          | 593 765 | 55,0    |         |         |
| Источник: African Elections Database Архивная копия от 9 июля 2011 на Wayback Machine |                                                                               |         |         |         |         |

## Последстваия
Несмотря на мирную предвыборную кампанию были опасения насилия или военного переворота, если армия не одобрит победителя выборов. Генеральный секретарь ООН Пан Ги Мун призвал к мирным, упорядоченным и прозрачным выборам. Лидеры оппозиции под руководством Кумбы Ялы призвали к бойкоту второго тура, поскольку рассматривали выборы сфальсифицированными. Яла призывал к новой регистрации избирателей и выступал против участия в выборной кампании.
Генеральный директор судебной полиции Жуан Биаг объявил о том, что бывший глава разведки Самба Джалло был убит вскоре после закрытия избирательных участков. 12 апреля 2012 года армейские части совершили государственный переворот, который привёл к аресту обоих кандидатов, вышедших во второй тур, и призвали к создания правительству национального единства.